# Dóra Lőwy
Dóra Lőwy (ur. 28 czerwca 1977 w Tata) – była węgierska piłkarka ręczna, wielokrotna reprezentantka kraju, lewoskrzydłowa. 
Większość swojej kariery spędziła w węgierskim Ferencvárosi TC (1991-2003), występowała również w austriackim Hypo Niederösterreich (2003-2005). W reprezentacji rozegrała 34 mecze, zdobywając 104 bramki. Jej największym osiągnięciem był tytuł wicemistrzyni olimpijskiej z Sydney (2000).
Na zakończenie mistrzostw Świata w 1999 r. w Danii i Norwegii została wybrana do Siódemki gwiazd jako najlepsza lewoskrzydłowa turnieju, a Węgry zajęły 5. miejsce.
Karierę zawodniczą zakończyła w 2005 r.